# Turkmenistan na Letnich Igrzyskach Olimpijskich 2000
Turkmenistan na Letnich Igrzyskach Olimpijskich 2000 reprezentowało ośmioro zawodników – czterech mężczyzn i cztery kobiety.

## Skład reprezentacji

### Judo
Kobiety
- Galina Ataýewa
  - Waga ekstralekka – 13. miejsce

- Nasiba Salaýewa-Surkiýewa
  - Waga półciężka – 13. miejsce

### Lekkoatletyka
Mężczyźni
- Çary Mamedow
  - Rzut dyskiem – odpadł w kwalifikacjach (wszystkie próby spalił)

Kobiety
- Wiktoriýa Brigadnaýa
  - Trójskok – 13. miejsce

### Podnoszenie ciężarów
Mężczyźni
- Ümürbek Bazarbaýew
  - Waga do 62 kg – nie zaliczył żadnej próby

### Strzelectwo
Mężczyźni
- Igor Pirekeýew
  - Karabin małokalibrowy leżąc 50 m – 7. miejsce

### Tenis stołowy
Kobiety
- Aida Steşenko
  - Singiel – 49. miejsce

### Zapasy
Mężczyźni
- Nepes Gukulow
  - Waga do 58 kg w stylu klasycznym – 10. miejsce